# System Noire
System Noire ist eine 2016 in Hannover, Deutschland gegründete Band aus dem alternativen Elektro-Umfeld.

## Geschichte
Gegründet wurde System Noire von Björn Miethe. Nach ersten musikalischen Experimenten stieß Daniel Gosewisch als Keyboarder zur Band und die erste Single On the Other Side erschien mit einem Featuring von Henrik Iversen von NamNamBulu über Darktunes Music Group. Es folgten erste Konzerte als Vorgruppe sowie Festival-Auftritte, unter anderem auf dem Wave Gotik Treffen. Zu diesen Auftritten wurden System Noire von der Keyboarderin und Backgroundsängerin Lena Ziegan unterstützt. Im Jahr 2017 erschien die EP Dead Inside ebenfalls über Darktunes Music Group. Auftritte als Vorgruppe für Centhron, Leæther Strip, Neuroticfish, X-Rx, SITD, ein weiterer Auftritt auf dem WGT sowie einer auf dem Autumn Moon folgten.
Im Jahr 2018 wechselte die Band mit ihrem kompletten Backkatalog zum Label Danse Macabre und veröffentlichte das Debütalbum Do Not Pass that Door. Das Album erreichte den ersten Platz der Deutschen Alternative Charts. Weitere Auftritte mit Bands wie Das Ich, Ruined Conflict, Devil-M, The Firm und E-Craft, eine eigene Doppel-Headliner-Tour mit Unterschicht durch Deutschland, Österreich und die Schweiz sowie eine Festivaltour durch Moskau und Sankt Petersburg mit FGFC820, Cygnosic und SynthAttack folgten. Im Jahr 2019 veröffentlichte die Band die EP Throw the Dice welche bei weiteren Auftritten präsentiert wurde. Hierzu wurde die Band von Alex Kreuzkam als vollwertiges Bandmitglied am Schlagzeug unterstützt. Im Jahr 2020 besetzte Michael Meyer als neues festes Bandmitglied die Rolle des Schlagzeugers. Den ersten Auftritt in dieser Konstellation fand auf dem Transition Festival in Berlin statt. Im März 2021 erschien die EP New Dark Nation über Danse Macabre Records, welche im Rahmen eines Live-Stream-Konzertes vom Sender H1 präsentiert wurde. Dieses Konzert wurde außerdem unter dem Titel Live against Pandemia als Live-Album veröffentlicht. Im Sommer 2021 feierte Gaia Freigeist als neuer Gitarrist der Band, sein debüt bei einem gemeinsam Auftritt mit der legendären Electro Formation "Suicide Commando" im Rahmen des Electronic Infernal Summer Festivals im Hellraiser, Leipzig. Seit September 2021 ist mit Renee Brandt ein zweiter Keyboarder der Band zugestoßen.

## Stil
Der Stil der Band ist eine Kombination aus verschiedenen Elementen aus dem elektronischen Spektrum der schwarzen Szene. Werbetexte verweisen auf „Massive Beats und klare, eingängige Melodien“ die zu einem „treibenden, tanzbaren Sound“ kombiniert würden. Verwiesen wird zumeist auf Tanzbarkeit der Musik und enthaltene Clubhits der Veröffentlichungen.

## Diskografie
Alben
- 2018: Do Not Pass That Door (Danse Macabre Records)
- 2021: Live against Pandemia  - Live at KoKi Hannover (Danse Macabre Records)
- 2022: Zeitgeist (Danse Macabre Records)

Singles und EPs
- 2016: On the Other Side (feat. Henrik Iversen) (Darktunes Music Group)
- 2017: Dead Inside (Darktunes Music Group)
- 2018: On the Other Side (feat. Henrik Iversen) (Wiederveröffentlichung; Danse Macabre Records)
- 2018: Dead Inside (Wiederveröffentlichung; Danse Macabre Records)
- 2019: Throw the Dice (EP, Danse Macabre Records)
- 2021: New Dark Nation (EP, Danse Macabre Records)

Sampler-Beiträge
- 2016: Face the Beat: Session 4
- 2016: Gothic Music Orgy Vol. 2
- 2016: SynthAttack: Club Takeover (Awake Vs. System Noire)
- 2016: Gothic Music Orgy, Vol. 2
- 2016: Gothic Music Orgy, Vol. 3
- 2017: Gothic Music Orgy, Vol. 4
- 2018: Sonic Seducer Cold Hands Seduction Vol. 200
- 2018: Devil-M: Inauguration of the Inner Third (Zeitgeist - System Noire Remix)
- 2019: Gothic Compilation Part LXVII
- 2020: Various Subkultur Friends & Family Part One
- 2020: ES23: The Remix Files
- 2021: Sonic Seducer Cold Hands Seduction Vol.229
- 2022: Sonic Seducer Cold Hands Seduction Vol.240